# Skowhegan
Skowhegan är en kommun (town) i den amerikanska delstaten Maine med en yta av 156,9 km² och en folkmängd, som uppgår till 8 824 invånare (2000). Skowhegan är administrativ huvudort i Somerset County. 

## Kända personer från Skowhegan
- Margaret Chase Smith, politiker, senator 1949-1973